# Brevirostrum coei
Brevirostrum coei är en tvåvingeart som först beskrevs av H. Oldroyd 1964.  Brevirostrum coei ingår i släktet Brevirostrum och familjen rovflugor.
Artens utbredningsområde är Nepal. Inga underarter finns listade i Catalogue of Life.